# Liga a II-a 2012-2013
Sezonul 2012-2013 al Ligii a II-a este al 73-lea sezon al Ligii a II-a, a doua divizie a sistemului de fotbal românesc. Sezonul va începe pe 1 septembrie 2012.. Liga este alcătuită din două serii, fiecare cu câte 15 echipe, fiind pentru prima dată când al doilea eșalon este alcătuit din 15 echipe. Primele două echipe clasate din fiecare serie se vor califica în Liga I iar ultimele trei echipe din fiecare serie vor retrograda în Liga a III-a.

## Seria I

### Cluburi
| Club                | Localitate | Stadion                 | Capacitate |
| ------------------- | ---------- | ----------------------- | ---------- |
| FCM Bacău           | Bacău      | Municipal               | 17.500     |
| FC Botoșani         | Botoșani   | Municipal               | 12.000     |
| CF Brăila           | Brăila     | Municipal               | 20.000     |
| Callatis Mangalia   | Mangalia   | Central                 | 5.000      |
| Chindia Târgoviște  | Târgoviște | Stadionul Eugen Popescu | 18.000     |
| Delta Tulcea        | Tulcea     | Delta                   | 12.000     |
| Dinamo II București | București  | Florea Dumitrache       | 1.500      |
| Dunărea Galați      | Galați     | Dunărea                 | 23.000     |
| Farul Constanța     | Constanța  | Farul                   | 15.500     |
| CS Otopeni          | Otopeni    | Otopeni                 | 1.200      |
| Sportul Studențesc  | București  | Regie                   | 12.000     |
| Rapid CFR Suceava   | Suceava    | Areni                   | 12.500     |
| Săgeata Năvodari    | Năvodari   | Petromidia              | 5.000      |
| Unirea Slobozia     | Slobozia   | 1 Mai                   | 7.000      |
| ACS Buftea          | Buftea     | Constantin Bălălău      | 800        |
| Astra II Giurgiu    | Giurgiu    | Marin Anastasovici      | 7.000      |

### Clasament
| Poz | Echipa                | MJ | V  | E | Î  | GM | GP | G   | Pct | Promovare sau retrogradare             |
| --- | --------------------- | -- | -- | - | -- | -- | -- | --- | --- | -------------------------------------- |
| 1   | Botoșani (C) (P)      | 24 | 17 | 2 | 5  | 47 | 19 | +28 | 53  | Liga I 2013-2014                       |
| 2   | Team Săgeata⁠(d) (P)   | 23 | 14 | 4 | 5  | 42 | 26 | +16 | 46  | Liga I 2013-2014                       |
| 3   | Delta Tulcea          | 24 | 12 | 6 | 6  | 45 | 22 | +23 | 42  |                                        |
| 4   | Otopeni               | 23 | 12 | 5 | 6  | 36 | 25 | +11 | 41  |                                        |
| 5   | CF Brăila             | 23 | 12 | 4 | 7  | 38 | 31 | +7  | 40  |                                        |
| 6   | Unirea Slobozia       | 23 | 7  | 9 | 7  | 34 | 36 | −2  | 30  |                                        |
| 7   | Inter Ilfov           | 23 | 8  | 5 | 10 | 30 | 37 | −7  | 29  |                                        |
| 8   | Dunărea Galați        | 23 | 8  | 4 | 11 | 22 | 28 | −6  | 28  |                                        |
| 9   | Sportul Studențesc    | 23 | 8  | 1 | 14 | 26 | 57 | −31 | 25  |                                        |
| 10  | Foresta Suceava       | 24 | 7  | 6 | 11 | 31 | 35 | −4  | 27  |                                        |
| 11  | Farul                 | 23 | 7  | 3 | 13 | 32 | 40 | −8  | 24  |                                        |
| 12  | Chindia (R)           | 23 | 6  | 5 | 12 | 31 | 40 | −9  | 23  | Retrogradare în Liga a III-a 2013-2014 |
| 13  | Dinamo II (R)         | 24 | 5  | 4 | 15 | 27 | 44 | −17 | 19  | Retrogradare în Liga a III-a 2013-2014 |
| 14  | FCM Bacău (R)         | 0  | 0  | 0 | 0  | 0  | 0  | 0   | 03  | Retrogradare în Liga a III-a 2013-2014 |
| 15  | Callatis Mangalia (R) | 0  | 0  | 0 | 0  | 0  | 0  | 0   | 02  | Retrogradare în Liga a III-a 2013-2014 |
| 16  | Astra II (R)          | 0  | 0  | 0 | 0  | 0  | 0  | 0   | 01  | Retrogradare în Liga a III-a 2013-2014 |

Ultima actualizare: 30 mai 2013
Sursa: FRF ro
Reguli de clasare: 
1) puncte; 2) diferența de goluri; 3) goluri marcate.
POZ = Poziția în clasament; (C) = Campioană; (R) = Retrogradată; (P) = Promovată; (E) = Eliminată; (O) = Câștigătoare de play-off; (A) = Avansează în runda următoare. 
Aplicabil doar când sezonul nu este terminat: 
(Q) = Calificare în faza competiției indicată; (TQ) = Calificare în competiție, dar încă nu în faza indicată; (RQ) = Calificată în competiția de retrogradare indicată; (DQ) = Descalificată din competiție.

1Astra II Giurgiu s-a retras din campionat deoarece a fost desființată de proprietar,.
2Callatis Mangalia și-a anunțat retragerea din campionat cu doar 4 zile înainte de start,.
3FCM Bacău  s-a retras după prima etapă a sezonului..

## Seria a II-a

### Cluburi
| Club               | Localitate     | Stadion              | Capacitate |
| ------------------ | -------------- | -------------------- | ---------- |
| Alro Slatina       | Slatina        | 1 Mai                | 12.000     |
| Argeș Pitești      | Pitești        | Nicolae Dobrin       | 15.000     |
| Bihor Oradea       | Oradea         | Iuliu Bodola         | 18.000     |
| Corona Brașov      | Brașov         | Carpați              | 2.000      |
| Damila Măciuca     | Măciuca        | Central Drăgășani    | 3.000      |
| Luceafărul Oradea  | Oradea         | Luceafărul           | 3.400      |
| FCMU Baia Mare     | Baia Mare      | Viorel Mateianu      | 15.500     |
| CS Mioveni         | Mioveni        | Orășenesc            | 10.000     |
| Râmnicu Vâlcea     | Râmnicu Vâlcea | Municipal            | 12.000     |
| ACS Poli Timișoara | Timișoara      | Dan Păltinișanu      | 32.972     |
| Unirea Alba Iulia  | Alba Iulia     | Cetate               | 18.000     |
| UTA Arad           | Arad           | Francisc von Neumann | 7.287      |
| FCM Tîrgu Mureș    | Târgu Mureș    | Trans-Sil            | 8.250      |
| Voința Sibiu       | Sibiu          | Municipal            | 18.000     |
| Poli Timișoara     | Timișoara      | Dan Păltinișanu      | 32.972     |
| FC Olt Slatina     | Slatina        | Rapid                | 1.500      |

### Clasament
| Poz | Echipa                    | MJ | V  | E  | Î  | GM | GP | G   | Pct | Promovare sau retrogradare             |
| --- | ------------------------- | -- | -- | -- | -- | -- | -- | --- | --- | -------------------------------------- |
| 1   | Corona Brașov (C) (P)     | 24 | 14 | 6  | 4  | 41 | 22 | +19 | 48  | Liga I 2013-2014                       |
| 2   | ACS Poli (P)              | 23 | 12 | 8  | 3  | 38 | 18 | +20 | 44  | Liga I 2013-2014                       |
| 3   | Damila Măciuca            | 23 | 12 | 5  | 6  | 32 | 21 | +11 | 41  |                                        |
| 4   | UTA Arad                  | 24 | 11 | 7  | 6  | 29 | 17 | +12 | 40  |                                        |
| 5   | FC Bihor                  | 23 | 8  | 8  | 7  | 34 | 30 | +4  | 32  |                                        |
| 6   | FCM Târgu Mureș           | 23 | 9  | 5  | 9  | 30 | 29 | +1  | 32  |                                        |
| 7   | Râmnicu Vâlcea            | 23 | 9  | 4  | 10 | 25 | 27 | −2  | 31  |                                        |
| 8   | Mioveni                   | 23 | 6  | 11 | 6  | 26 | 23 | +3  | 29  |                                        |
| 9   | Argeș Pitești             | 23 | 8  | 4  | 11 | 30 | 37 | −7  | 28  |                                        |
| 10  | Luceafărul Oradea         | 23 | 6  | 8  | 9  | 24 | 30 | −6  | 26  |                                        |
| 11  | Olt Slatina               | 23 | 4  | 10 | 9  | 27 | 28 | −1  | 22  |                                        |
| 12  | FCMU Baia Mare (R)        | 23 | 5  | 8  | 10 | 21 | 35 | −14 | 215 | Retrogradare în Liga a III-a 2013-2014 |
| 13  | Unirea Alba Iulia (R)     | 24 | 4  | 2  | 18 | 15 | 55 | −40 | 144 | Retrogradare în Liga a III-a 2013-2014 |
| 14  | Voința (R)                | 0  | 0  | 0  | 0  | 0  | 0  | 0   | 03  | Retrogradare în Liga a III-a 2013-2014 |
| 15  | Politehnica Timișoara (R) | 0  | 0  | 0  | 0  | 0  | 0  | 0   | 02  | Retrogradare în Liga a III-a 2013-2014 |
| 16  | Olt Slatina (R)           | 0  | 0  | 0  | 0  | 0  | 0  | 0   | 01  | Retrogradare în Liga a III-a 2013-2014 |

Ultima actualizare: 30 mai 2013
Sursa: FRF ro
Reguli de clasare: 
1) puncte; 2) diferența de goluri; 3) goluri marcate.
POZ = Poziția în clasament; (C) = Campioană; (R) = Retrogradată; (P) = Promovată; (E) = Eliminată; (O) = Câștigătoare de play-off; (A) = Avansează în runda următoare. 
Aplicabil doar când sezonul nu este terminat: 
(Q) = Calificare în faza competiției indicată; (TQ) = Calificare în competiție, dar încă nu în faza indicată; (RQ) = Calificată în competiția de retrogradare indicată; (DQ) = Descalificată din competiție.

1FC Olt Slatina nu s-a înregistrat pentru acest sezon deoarece a fost dizolvată..
2Politehnica Timișoara a fost exclusă din campionat de FRF pe baza art. 24 let. C.1 of RSTJF..
3Voința Sibiu s-a retras după etapa a 11-a și toate rezultatele i-au fost anulate..
4Unirea Alba Iulia  s-a retras în timpul pauzei de iarnă și a pierdut toate meciurile din retur cu 3-0..
5FCMU Baia Mare a fost penalizata cu 2 puncte, în urma hotărârii Comisiei de Disciplină.
.